# منى العلوي
منى محمد العلوي المعروفة باسمها الفني منى لويز ري (مواليد 19 أغسطس 2004 في مانيلا، الفلبين) طفلة ممثلة وعارضة أزياء فلبينية من أصل مغربي. ترتبط بعقد احتكاري مع مركز وسائل الإعلام العالمية للفنون.

## المسيرة
بدأت العلوي حياتها المهنية في الوسط الفني بلعب دور البطولة في دور جنيفر مونريال في المسلسل الدرامي العائلي مونتينغ هيريدرا. ثم أدت دور فاطمة سلفادور الفتاة العمياء صاحبة القلب الذهبي في المسلسل الخيالي أسو ني سان روكي.

## الحياة الشخصية
العلوي هي الصغرى من بين أربعة إخوة ولدوا من أم فلبينية فاطمة ماربيا وأب مسلم بحريني سمير العلوي. بسبب سلوك والدها فقد انفصلت الأم عنه بعد وقت قصير من ولادتها ثم عادت إلى مانيلا مع منى في عام 2004. تركت الأم أطفالها الثلاثة مع الأب ولم يسمح لهم الأب بالذهاب إلى والدتهم إلا في عام 2006.
تعاني العلوي من مرض سكري النمط الأول وهو مرض تم تشخيص إصابتها به في عام 2011 وهو العام الذي بدأت حياتها المهنية في الوسط الفني. العلوي الوحيدة في عائلتها التي تعاني من هذا المرض. نتيجة لذلك فإنها تحافظ على نظام يومي صارم من حقن الإنسولين الذاتية وتجنب الأطعمة والمشروبات الغنية بالسكر والكربوهيدرات.
العلوي ولدت من جديد حسب الديانة المسيحية. شقيقتها الأكبر سنا منها ماريا تم اختبارها للعمل في المسلسل ستار ستراك في عام 2015 بالاسم الفني مريم العلوي.

## فيلموغرافيا

### السينما
| العام | الاسم               | الدور         | شركة الإنتاج                                                          |
| ----- | ------------------- | ------------- | --------------------------------------------------------------------- |
| 2014  | كوبوت: سجلات أسوانغ | باتانغ أسوانغ | مركز وسائل الإعلام العالمية للفنون، أجوستو دوس للصور، رياليتي للترفيه |
| 2014  | القبو               | أنا           | بيت القهوة للإنتاج سبرينغبورد لإنتاج الأفلام                          |

### التلفزيون
| العام     | الاسم                     | الدور                      | الشبكة                             |
| --------- | ------------------------- | -------------------------- | ---------------------------------- |
| 2015      | أميرة في القصر            | كلارا                      | مركز وسائل الإعلام العالمية للفنون |
| 2015      | عائلة بوينا               | فاي بوينا                  | مركز وسائل الإعلام العالمية للفنون |
| 2015      | المحقق                    | ماري آن                    | مركز وسائل الإعلام العالمية للفنون |
| 2014      | ماي بي بي إف              | راشيل غارسيا               | مركز وسائل الإعلام العالمية للفنون |
| 2014      | الصلاة                    | ليلي                       | مركز وسائل الإعلام العالمية للفنون |
| 2014      | بارايسو كوي إكاو          | جوزيفين الصغيرة            | مركز وسائل الإعلام العالمية للفنون |
| 2014      | كارميلا                   | كارميلا الصغيرة            | مركز وسائل الإعلام العالمية للفنون |
| 2013      | فيلا كوينتانا             | لين الصغيرة                | مركز وسائل الإعلام العالمية للفنون |
| 2013      | وكم الحب                  | غيغي الصغيرة               | مركز وسائل الإعلام العالمية للفنون |
| 2013      | إلى الأبد: أميرة وبيبي    | الأميرة بورا الصغيرة       | مركز وسائل الإعلام العالمية للفنون |
| 2013      | إلى جانب كانغ المباركة    | لارا ألكوار / سيندي ألكوار | مركز وسائل الإعلام العالمية للفنون |
| 2012-2013 | أسو وسان روكي             | فاطمة سالفادور / راكيل     | مركز وسائل الإعلام العالمية للفنون |
| 2012      | لونا بلانكا: كتاب 1       | بلانكا ساندوفال الصغيرة    | مركز وسائل الإعلام العالمية للفنون |
| 2012      | مخيف الأحبة تقدم: المقود  | باولا                      | مركز وسائل الإعلام العالمية للفنون |
| 2011      | مخيف الليالي تقدم: كالارو | إينا                       | مركز وسائل الإعلام العالمية للفنون |
| 2011-2012 | مونتينغ هيريديرا          | جينيفر مونريال             | مركز وسائل الإعلام العالمية للفنون |

## الجوائز والترشحات
| العام | المهرجان                    | الفئة          | النتيجة |
| ----- | --------------------------- | -------------- | ------- |
| 2012  | جوائز ستار التلفزيونية 2012 | أفضل أداء لطفل | رُشِّح     |

## روابط خارجية
- منى العلوي على موقع IMDb (الإنجليزية)
- منى العلوي على موقع ميوزك برينز (الإنجليزية)
- منى العلوي على موقع قاعدة بيانات الفيلم (الإنجليزية)